# Vương Văn Bắc
Vương Văn Bắc (1927 – 2011) là luật sư và Tổng trưởng Ngoại giao Việt Nam Cộng hòa vào những năm cuối cùng của quốc gia này.

## Thân thế
Ông sinh tại Bắc Ninh, làm sinh viên trường Bưởi rồi nhập học Đại học Luật khoa Hà Nội. Khi tốt nghiệp xuất sắc trường Luật, ông tập sự cùng với luật sư Vũ Quốc Thúc, sau đó di cư vào Nam.
Năm 1964 ông làm Giáo sư giảng dạy môn chính trị học tại Viện Đại học Đà Lạt và Học viện Quốc gia Hành chánh (1964–1974).

## Hoạt động
Ông hành nghề luật sư tại tòa Thượng thẩm Sài Gòn, và tham gia phái đoàn Việt Nam Cộng hòa tại Hòa đàm Paris thương thảo giữa hai miền Nam Bắc trong cuộc Chiến tranh Việt Nam.
Ông từng được bổ nhiệm làm Thứ trưởng Bộ Quốc gia Giáo dục rồi đại sứ Việt Nam Cộng hòa tại Anh năm 1972.
Năm 1973 ông kế nhiệm Trần Văn Lắm làm Tổng trưởng Ngoại giao của Việt Nam, đến đầu năm 1974 thì Trung Cộng mở cuộc gây hấn ở Quần đảo Hoàng Sa, tấn công lực lượng Hải quân Việt Nam Cộng hòa ngày 11 tháng 1 đóng ở nhóm Nguyệt Thiềm; căn cứ trên đảo Hoàng Sa (Pattle) thất thủ. Ông xúc tiến soạn văn kiện Tuyên cáo chủ quyền VNCH năm 1974 trên hải đảo Trường Sa và Hoàng Sa", "Tuyên cáo của Bộ Ngoại giao VNCH về việc Trung Cộng xâm lược đảo Hoàng Sa năm 1974", và "Bạch thư của VNCH" đầu năm 1975 lên án vụ chiếm đoạt trước công đàn quốc tế. Các phái đoàn ngoại giao ở Sài Gòn được triệu đến Bộ để nghe ông xác định chủ quyền của Việt Nam trên Quần đảo Hoàng Sa như sau:
| “ | Trước những sự vi phạm thô bạo đó, Chính phủ và Nhân dân Việt Nam Cộng Hòa rất công phẫn và quyết không dung thứ. Sự kiện các quần đảo Hoàng Sa và Trường Sa là những phần tử bất khả phân của lãnh thổ Việt Nam Cộng Hòa là một sự kiện hiển nhiên và không chối cãi được, căn cứ trên những dữ kiện địa lý, lịch sử và pháp lý quốc tế... | ” |

Khi chiến cuộc gia tăng, miền Nam với tình trạng sút giảm viện trợ từ đồng minh Hoa Kỳ, Tổng thống Nguyễn Văn Thiệu cử Vương Văn Bắc sang Ả Rập Xê Út tìm cách vay quốc vương Á Rập một ngân khoản để trang trải chiến cuộc. Sự việc không thành, ông liền bay sang Washington, DC vận động vay từ Hoa Kỳ nhưng cuối cùng cũng không đạt được mục đích. Ông từ chức ngày 25 tháng 4 năm 1975.

## Cuộc sống tại hải ngoại
Khi chính thể Việt Nam Cộng hòa chấm dứt, ông sang Pháp tỵ nạn.
Ngay thời gian đầu cư ngụ tại đây, ông làm việc cho một văn phòng luật sư quốc tế danh tiếng tại Paris (một trong bảy tổ hợp luật sư nổi tiếng tại Hoa Kỳ). Tuy đến tuổi nghỉ hưu, nhưng nhờ khả năng nhận định sáng suốt và khả năng tìm hiểu để theo kịp biến chuyển của luật pháp, của án lệ và học lý, ông làm việc không biết mệt mỏi và được trọng dụng cho đến năm 80 tuổi mới nghỉ hưu.
Ông mất ở Paris ngày 20 tháng 6 năm 2011.